# 刻耳柏洛斯冰川
刻耳柏洛斯冰川（英語：Cerberus Glacier），是南極洲的冰川，位於維多利亞地，處於奧林匹斯山脈地區，全長2公里，由美國南極名稱諮詢委員會命名，現時由南極條約體系管理。